# Pico de São Tomé
Il Pico de São Tomé è un vulcano a scudo situato a São Tomé e Príncipe, in particolare sull'isola di São Tomé. Con la sua altitudine di 2024 metri s.l.m., rappresenta il punto più elevato del territorio di São Tomé e Príncipe.